# Evaporador discontinuo
El evaporador discontinuo consiste en que un producto se calienta en un recipiente (normalmente esférico) rodeado por un encamisado por el que circula el fluido calefactor (comúnmente agua caliente o vapor, en función del grado de evaporación deseado). Así, el calentamiento generado es capaz de elevar la temperatura de la disolución a evaporar hasta el punto en que su disolvente alcanza su punto de ebullición a la presión de la cámara. A partir de ese momento la temperatura de la disolución permanecerá constante hasta que finalice la evaporación del disolvente a eliminar.
El recipiente de calentamiento normalmente se conecta a un condensador (si el vapor extraído tiene valor añadido) o a una trompa o bomba de vacío para reducir la temperatura de ebullición en la cámara. En cualquier caso, si esto no es posible, el tanque puede encontrarse abierto a la atmósfera.
- Datos: Q5852654